# Kościół św. Jana w Stargardzie
Kościół Świętego Jana – kościół rzymskokatolicki pod wezwaniem św. Jana w Stargardzie. Kościół parafialny parafii św. Józefa (nazwa od dawnego kościoła znajdującej się w pobliżu), kościoły filialne znajdują się w Grabowie, w Kiczarowie oraz w Klępinie. Kościół św. Jana ma prawo patronatu nad kościołami miejskimi.

## Historia
Średniowieczne dzieje kościoła św. Jana w Stargardzie są ściśle związane z miejscową komandorią joannitów. Dawną kaplicę konwentualną z drugiej połowy XIII wieku z czasem zastąpiono przez etapowo budowaną późnogotycką świątynię ceglaną, która ostatecznie przybrała obecną formę trójnawowego kościoła halowego z halowym chórem obejściowym i osiową wieżą zachodnią. W dotychczasowych badaniach świątynia ceglana datowana była w oparciu o tablicę inskrypcyjną zachowaną w partii wieżowej oraz na podstawie analizy stylistycznej na XV wiek (nawa i wieża: 1408–1464; chór: ostatnia ćwierć XV wieku). Zarówno przekazy źródłowe, jak i liczne ślady w strukturze murów budowli wskazują jednak, że korpus nawowy nie powstał równocześnie z wieżą zachodnią, którą wznoszono od 1408 roku, lecz został wzniesiony znacznie wcześniej – już w drugiej ćwierci XIV wieku – i musiał być zdatny do użytku liturgicznego najpóźniej w 1354 roku. Również dawny szczyt wschodni korpusu, ukryty w strefie poddasza, w oparciu o analizę stylistyczną można datować na drugą połowę XIV wieku. Jak wykazuje analiza struktury murów, równocześnie z korpusem powstał jednonawowy chór, wzniesiony na starych fundamentach rozebranej dawnej kaplicy klasztornej, składający się z dwóch w przybliżeniu kwadratowych przęseł o prostym zamknięciu wschodnim. W oparciu o szczegółową analizę zachowanej struktury budowlanej można wyróżnić cztery niezależne fazy budowy w partii chórowej. Po wybudowaniu jednonawowego prostokątnego chóru, w drugiej fazie budowy – przypuszczalnie przed wprowadzeniem w 1397 r. w kościele św. Jana rozbudowanego porządku liturgicznego – został on powiększony o wieloboczne przęsło wschodnie o zamknięciu pięcioma bokami ośmioboku. Równolegle z pracami przy wieży zachodniej, rozpoczętymi w 1408 r., przed latami 50-tymi XV wieku przekształcono ostatecznie jednonawowy chór w halowe założenie obejściowe. W końcowej fazie budowy, około 1500 roku dobudowano pierścień niskich kaplic obejściowych. 

Kościół posiada niektóre rozwiązania wzorowane na Kolegiacie Mariackiej. Podobieństwo to dostrzegamy w obejściu chóru z wieńcem kaplic i w dekoracjach wieży. W nawie środkowej zastosowano sklepienia gwiaździste (sklepienie w nawie główniej korpusu jest rekonstrukcją z końca XVII wieku), a nawach bocznych krzyżowe. Świątynię szczęśliwie omijały pożary, nawiedzające średniowieczne miasto. Jednak w roku 1540 i 1697 na skutek wichury i być może błędów konstrukcyjnych dwukrotnie uległa zniszczeniu wieża, która spadając, zgniotła sklepienie i kaplice przywieżowe. Po drugiej dość szybkiej, lecz niecałkowitej odbudowie, wieża otrzymała dach dwuspadowy. Przetrwał on blisko dwa stulecia. Wieża, a dokładnie jej stożkowy hełm, pochodzi z roku 1892. Ma wysokość 99 m i jest jedną z najwyższych na Pomorzu Zachodnim.

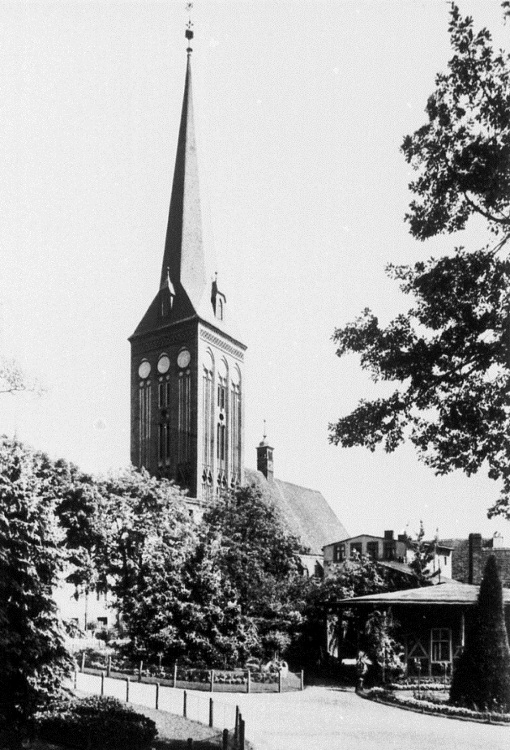
Kościół św. Jana, przed 1940 rokiem

Wiosną 1998, podczas remontu zwieńczenia wieży, odkryto zbiór dokumentów i monet wraz z listem pastora kościoła, z datą 17 sierpnia 1893, umieszczonych w metalowej kuli. Odkryte przedmioty przekazano do Muzeum Miejskiego przy Rynku Staromiejskim, a ich miejsce zajęły informacje o współczesnym Stargardzie oraz przesłanie do przyszłych pokoleń.
Po objęciu Stargardu przez władze polskie w 1945, kościół został początkowo przejęty na własność państwa, ale już 12 września 1945 r. Państwowy Urząd Repatriacyjny przekazał go w użytkowanie Kościołowi rzymskiemu. Pieczę nad kościołem objęli księża z Towarzystwa Chrystusowego dla Polonii Zagranicznej, którzy przystąpili do sukcesywnej renowacji i urządzania.
Najpierw naprawiono dach i usunięto dwa pociski artyleryjskie, które tkwiły w wieży. W 1946 przebito ścianę w wieży od strony zachodniej, a tym samym utworzono nowe główne wejście. W 1954 przeszklono okna i wykonano ponowny remont dachu. Zużytą posadzkę ceglaną wymieniono w 1957 na marmurową. Podczas tych prac znaleziono ukryte w starym kanale grzewczym 3 kielichy, dzbanek i 2 srebrne lichtarze. W nawie głównej natrafiono na trumny, które nienaruszone przykryto gruzem i betonem. Ponadto naprawiono dwa dzwony.
W latach 1958–1961 wnętrze zostało pomalowane. W ramach renowacji na filarach powstały polichromie autorstwa prof. Hoppera; ufundowano także nowe ławki. W okresie 1968–1973 założono komplet witraży wykonanych w pracowni W. Ostrzołka w Katowicach oraz przeprowadzono renowację murów zewnętrznych. Żyrandole pochodzą z roku 1976, a nowy marmurowy ołtarz z 1978. Budowę nowej zakrystii i odmalowanie wnętrza zrealizowano w latach 1980–1983.
W 2004 rozpoczęto wymianę krzyża oraz miedzianego poszycia dachu. 17 września 2010 w Ołtarzu Ojczyzny znajdującym się w kościele odsłonięto tablicę pamiątkową poświęconą ofiarom katastrofy polskiego Tu-154 w Smoleńsku.

## Wyposażenie
Do II wojny światowej kościół św. Jana posiadał bogate wyposażenie. Najcenniejszym jego elementem był duży, późnogotycki poliptyk świętojański z II połowy XV wieku, dzieło warsztatu pomorskiego, o widocznych jednak wpływach sztuki Hamburga i Rostocku. W szafie środkowej mieściły się duże rzeźby Maryi i Chrystusa oraz sceny z życia św. Jana. Został on zdemontowany przed działaniami wojennymi w 1945 i złożony w kościele filialnym w Tychowie. Został on przekazany do Muzeum Narodowego w Szczecinie. Barokowa ambona została wywieziona w głąb Niemiec w 1945. W północnej części kościoła przy zakrystii znajdują się piętnastowieczne czterosiedziskowe stalle o rzeźbionych ściankach. W 2005 zostały zakupione do kościoła relikwie świętego Rafała Kalinowskiego.

### Organy
Pierwsze organy w tym kościele zostały wybudowane w 1731 roku. Ufundowane zostały przez stargardzkiego kupca Jakuba Sydow wraz z żoną Katarzyną. Miały 12 głosów. Instrument ten funkcjonował prawdopodobnie do początku XX w. Nowe organy wybudował w 1908 roku Felix Grüneberg. Oryginalnie miały 19 głosów rozdzielonych na dwa manuały i pedał. Były one zbyt małe, w związku z tym w 1933 r. rozbudowano je do 42 głosów. Organy wyposażono w wiele urządzeń dodatkowych, cztery miechy o zróżnicowanym ciśnieniu oraz dmuchawę elektryczną. Instrument został zdewastowany w czasie II wojny światowej. 

### Dzwony
Na wieży kościoła wiszą trzy zabytkowe dzwony - duży - Jan Maria oraz dwa mniejsze, pochodzące z początku XV w. i z drugiej połowy XV w. Jeden z mniejszych dzwonów został przeniesiony do tego kościoła po 1945 roku z nieistniejącego kościoła w podstargardzkim Rogowie. Oprócz inskrypcji udekorowany został kopią plakiety pielgrzymiej z przedstawieniem św. Otylii z Hohenburga.
Dzwon Jan Maria jest największym średniowiecznym dzwonem na Pomorzu Zachodnim. Został wykonany został przez czterech odlewników, tzw. grapenów w 1464 roku. Wspomniany został w 1628 r. przez Daniela Cramera w drukowanej historii Kościoła pomorskiego. Jego waga wynosi 3876 kg, a z jarzmem 4,5 tony. W górnej części instrumentu znajduje się łacińska inskrypcja, która w tłumaczeniu brzmi  "O królu chwały, Chryste, przyjdź w pokoju, święty Janie Mario 1464 r.". Słowa zostały rozdzielone plakietami z wyobrażeniem świętego Jerzego, walczącego ze smokiem.
5 stycznia 2025 roku w kościele odbyła się uroczystość wybudzenia i pobłogosławienia wyremontowanych  dzwonów, której przewodniczył abp. Wiesław Śmigiel. Generalny remont wykonała firma Rduch Bells & Clocks.

## Galeria

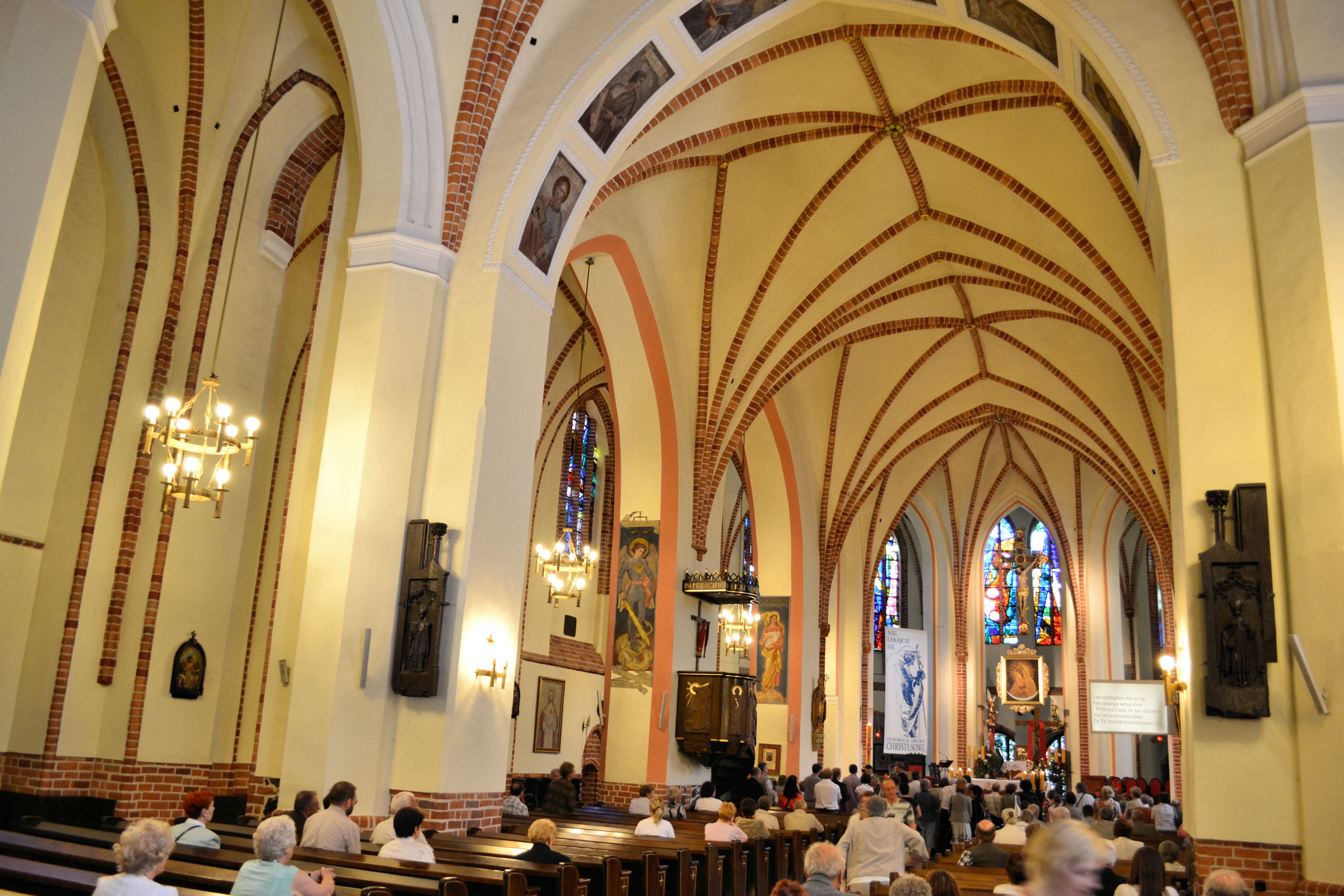
Wnętrze kościoła
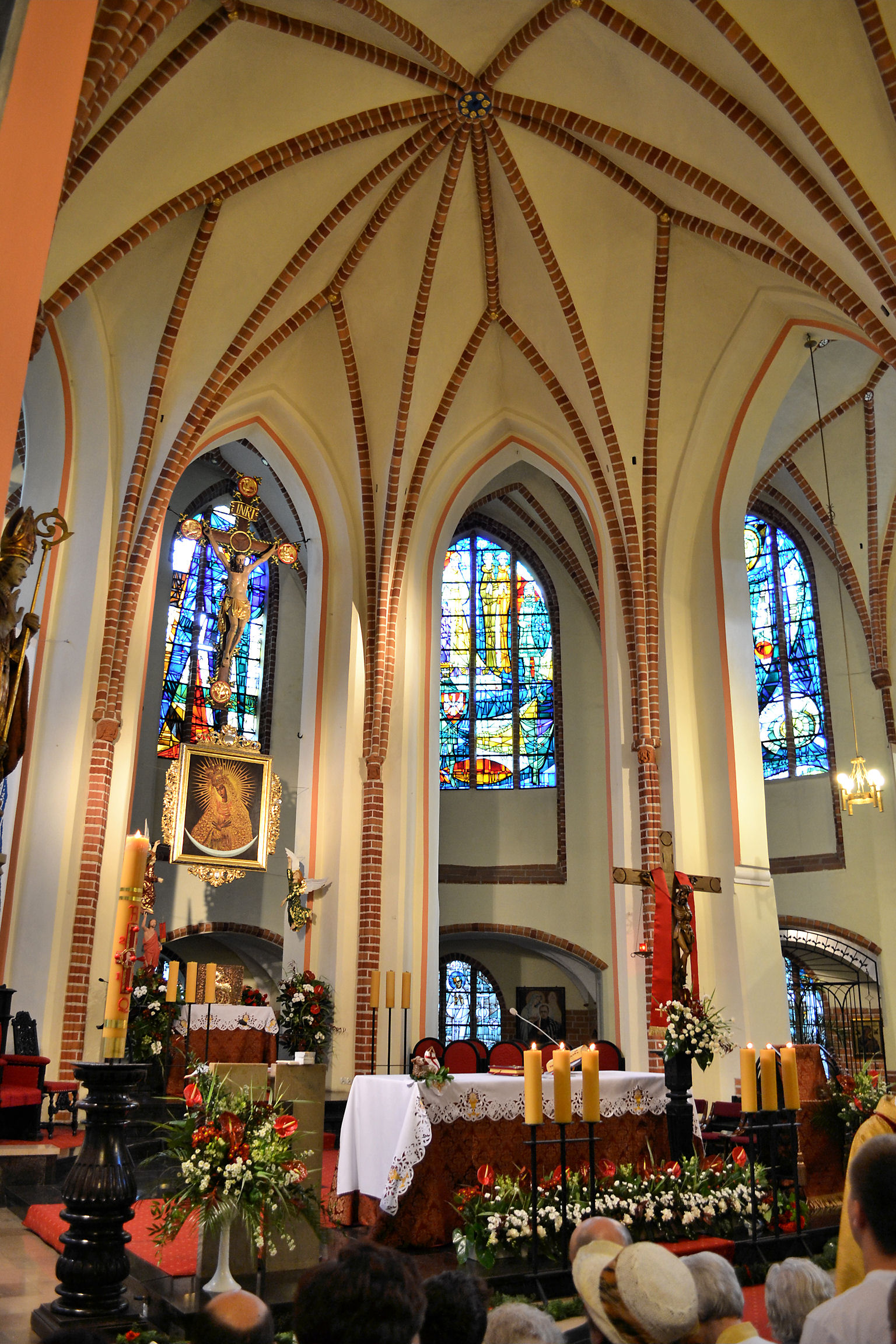
Prezbiterium
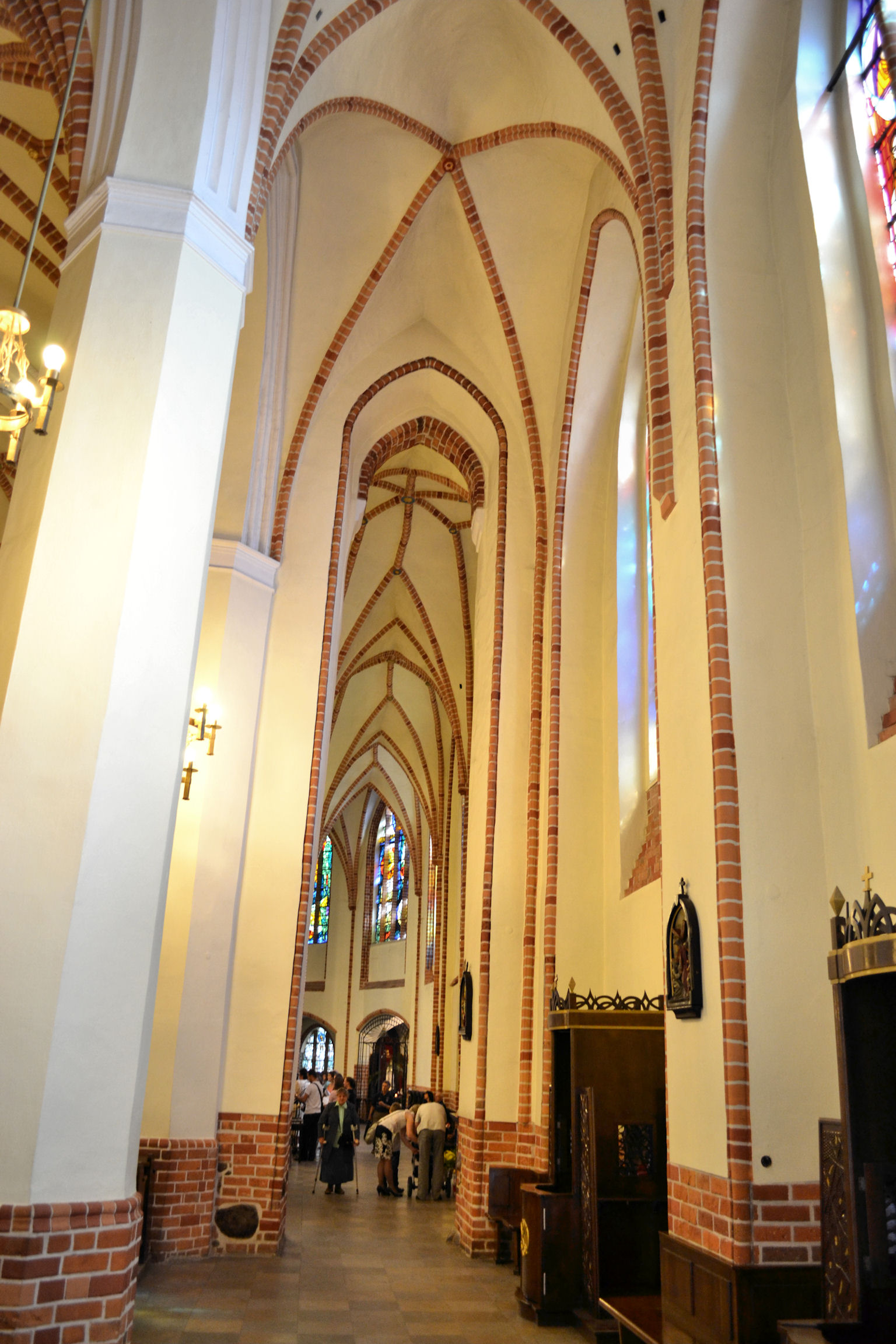
Nawa boczna
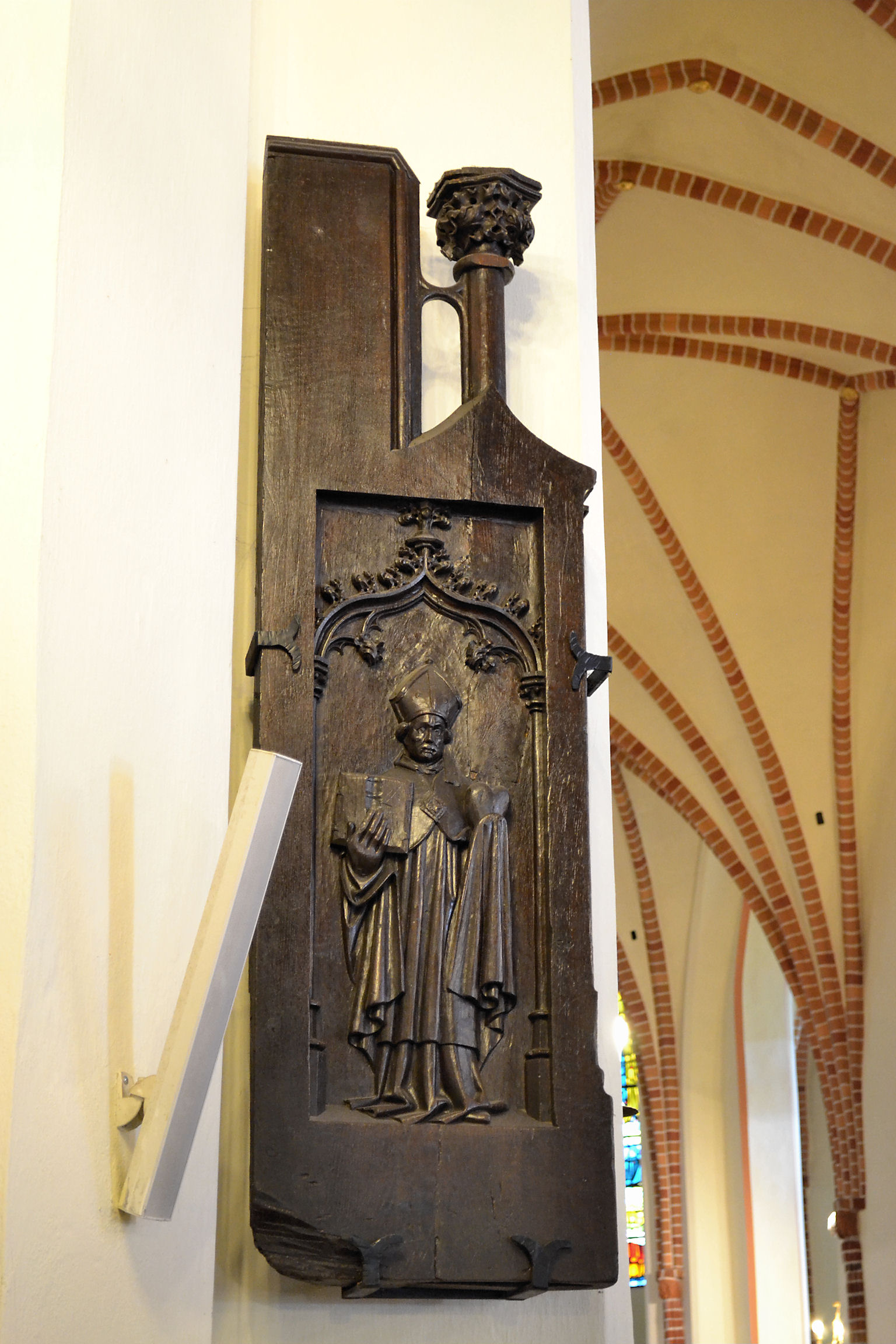
Element gotyckich stalli
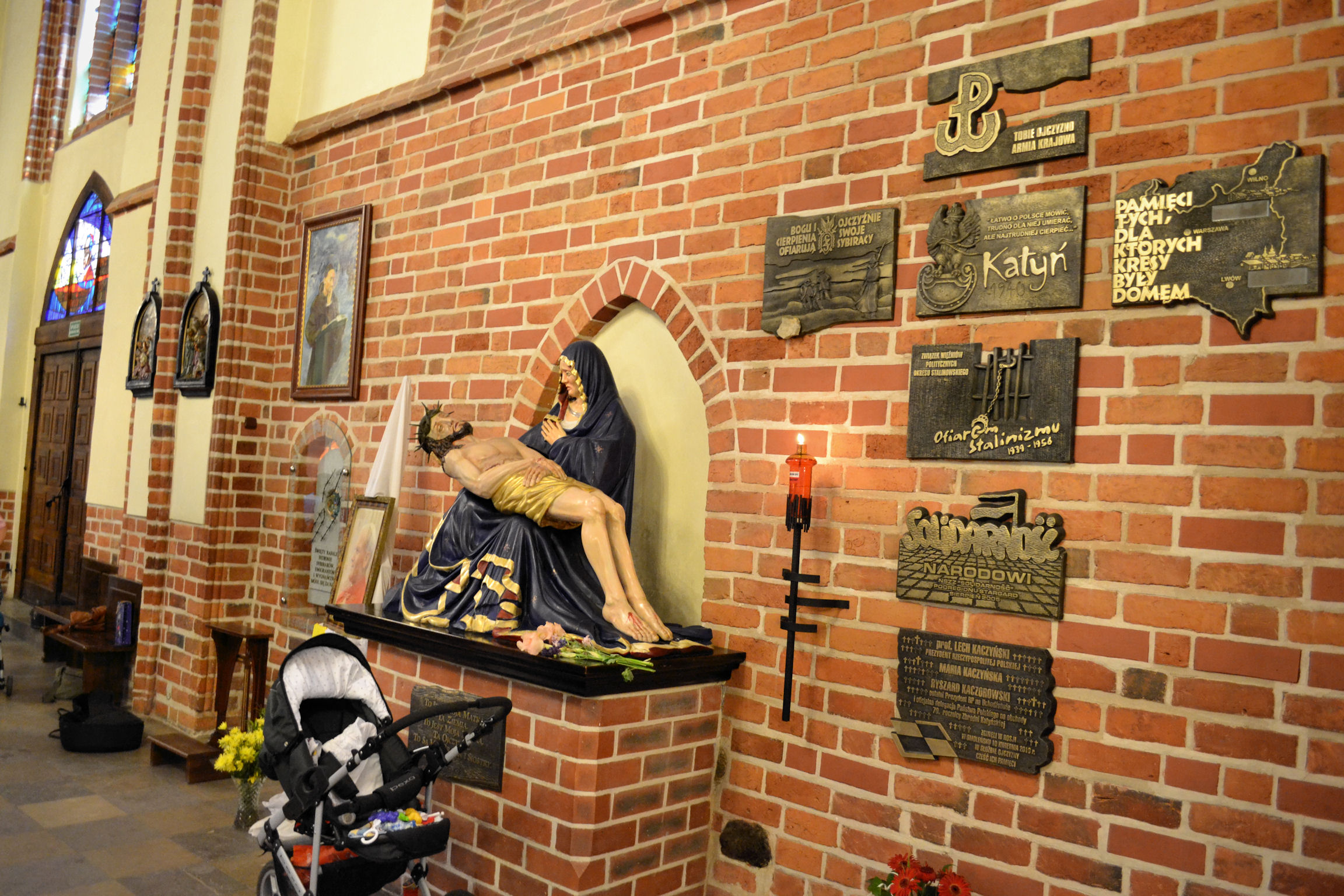
Ołtarz Ojczyzny
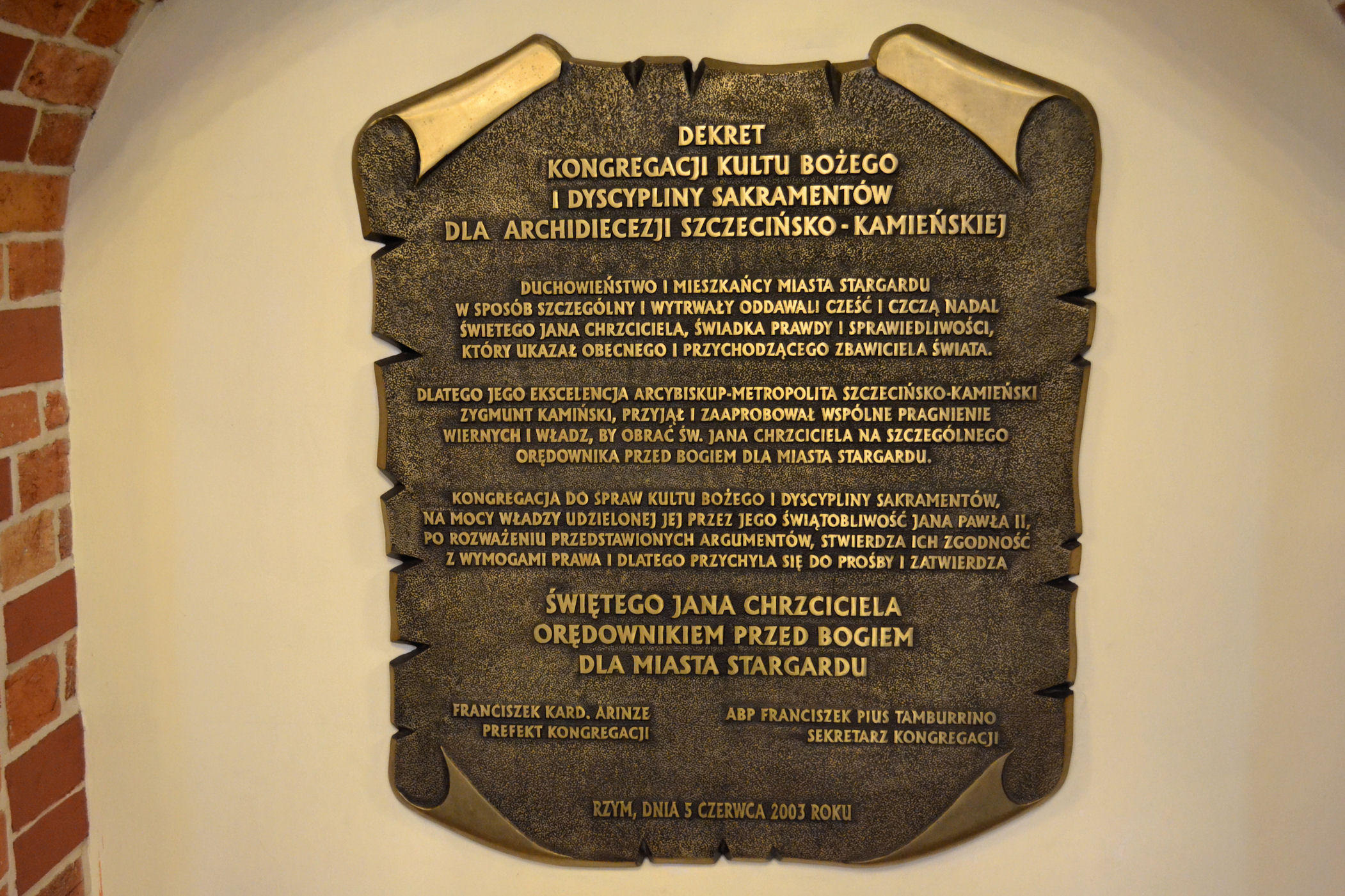
Dekret ustanawiający św. Jana patronem Stargardu